# Dubová (okres Pezinok)
Dubová (Hongaars:Cserfalu) is een Slowaakse gemeente in de regio Bratislava, en maakt deel uit van het district Pezinok.
Dubová telt 905 inwoners.